# Benito Gimeno Pescador
Benito Gimeno Pescador va ser el primer alcalde republicà de Sant Adrià de Besòs; Va exercir el càrrec del 14 d'abril al 24 d'octubre de 1931.
Nascut a Báguena (provincia de Terol) el 1879 va traslladar-se a Sant Adrià de Besòs el 1923 on treballaria com a tipògraf. El 1931 és el cap de llista de la coalició republicana que obté el resultat majoritari a les eleccions municipals del 12 d'abril. Dos dies després, el 14 d'abril, el ple de l'Ajuntament escull Gimeno com a alcalde i expressa el seu suport a la nova república.
Pocs mesos després de la constitució de l'Ajuntament, es farien evidents les disputes internes en el govern local, sobretot entre l'acalde Gimeno i el Tinent d'alcalde Francesc Micheli, que acabaran comportant la dimissió del primer i l'elecció de Micheli com a alcalde el 24 d'octubre de 1931.
Després de la guerra va ser empresonat per haver estat afiliat a partits d'esquerra, però no va poder ser acusat de cap acte delictiu i fou alliberat als cinc mesos. No hi ha constància de la seva activitat a partir d'aquell moment.